# Xã Powhatan, Quận Pocahontas, Iowa
Xã Powhatan (tiếng Anh: Powhatan Township) là một xã thuộc quận Pocahontas, tiểu bang Iowa, Hoa Kỳ. Năm 2010, dân số của xã này là 191 người.